# Mikolas Alekna
Mikolas Alekna, litovski atlet, * 28. september 2002, Vilna, Litva.
Alekna je litovski profesionalni tekmovalec v atletiki, ki tekmuje v metu diska. Je aktualni svetovni rekorder v metu diska, evropski prvak ter nosilec srebrne in bronaste medalje s svetovnih prvenstev. Njegov oče Virgilijus Alekna je dvakratni olimpijski prvak v mestu diska, brat Martinas Alekna pa prav tako metalec diska.
Leta 2021 je postal svetovni in evropski prvak v metu diska na mladinskih prvenstvih do 20 let. Leta 2022 je osvojil srebrno medaljo na svetovnem prvenstvu v Eugenu in postal najmlajši nosilec medalje svetovnega prvenstva v metu diska v zgodovini. Istega leta je osvojil naslov evropskega prvaka v Münchnu kot najmlajši tekmovalec v tej disciplini v zgodovini z rekordom evropskih prvenstev. 29. aprila 2023 je na ameriškem mitingu v Berkeleyju kot najmlajši metalec diska v zgodovini presegel dolžino 70 m in z 71,0 m postavil nov evropski rekord do 23 let. Istega leta je na svetovnem prvenstvu v Budimpešti osvojil bronasto medaljo. 14. aprila 2024 je na ameriškem mitingu v Ramoni v peti seriji z dolžino 74,35 m za 27 cm postavil nov svetovni rekord, ki ga je od leta 1986 držal vzhodnonemški atlet Jürgen Schult in je bil najstarejši moški svetovni rekord. Leta 2024 je osvojil bronasto medaljo na evropskem prvenstvu v Rimu z dolžino 67,48 m. V prvem nastopu na olimpijskih igrah leta 2024 v Parizu je z dolžino 69,97 m osvojil srebrno medaljo. 13. aprila 2025 je na ameriškem mitingu v Ramoni v prvi seriji popravil svetovni rekord na 74,89 m, v četrti seriji pa na 75,56 m.